# Jerzy Klimkowski
Jerzy Klimkowski (ur. 20 sierpnia?/2 września 1909 w Kijowie, zm. 7 czerwca 1991 w Warszawie) – polski wojskowy, pisarz, publicysta i autor książek wspomnieniowych; rotmistrz dyplomowany Polskich Sił Zbrojnych.

## Życiorys
Prymus IX Promocji Szkoły Podchorążych Kawalerii przy Centrum Wyszkolenia Kawalerii w Grudziądzu. W 1932 rozpoczął służbę w 12 Pułku Ułanów Podolskich. 1 marca 1935 został mianowany na stopień porucznika ze starszeństwem z 1 stycznia 1935 i 18. lokatą w korpusie oficerów kawalerii. W latach 1937–1939 był słuchaczem Wyższej Szkoły Wojennej w Warszawie. W marcu 1939 pełnił służbę w Kresowej Brygadzie Kawalerii w Brodach na stanowisku dublera I oficera sztabu.
Po agresji III Rzeszy na Polskę we wrześniu 1939 walczył jako oficer w szeregach Nowogródzkiej Brygady Kawalerii pod dowództwem gen. bryg. Władysława Andersa. Następnie jako członek Związku Walki Zbrojnej działał w konspiracji jako kurier. 6 września 1940 został aresztowany we Lwowie przez NKWD i był więziony na Łubiance. Przebywał tam do podpisania układu Sikorski-Majski. Został adiutantem gen. Władysława Andersa, dowódcy Polskich Sił Zbrojnych w ZSRR. Po przemianowaniu szwadronu przybocznego gen. Władysława Andersa (pierwotnie 20 września 1941 generał Anders wydał rozkaz utworzenia w Buzułuku Kompanii Przybocznej Dowódcy PSZ w ZSRR, zaś w październiku zmieniono nazwę na szwadron przyboczny) w dywizjon rozpoznawczy Armii 5 sierpnia 1942 został jego dowódcą (zastępcą był rtm. Czesław Florkowski). W październiku 1942 pułk zmienił nazwę na 12 Pułk Kawalerii Pancernej. W maju 1943 został przekształcony w 12 Pułk Ułanów Podolskich. Klimkowski podjął próbę zbuntowania Armii Polskiej na Wschodzie przeciw generałowi Władysławowi Sikorskiemu, który jak twierdził sprzedaje Polskę Rosji i Anglosasom przez swoją bierność i powolność. Rozeszła się pogłoska, że rtm. Klimkowski przygotowuje zamach na Naczelnego Wodza czy też pucz polityczny. 21 sierpnia 1943 Anders zwolnił rtm. Klimkowskiego ze służby w pułku i oddał pod sąd polowy. Następnie Klimkowski był więziony w angielskim więzieniu w Jerozolimie.
Po wojnie powrócił do kraju. Napisał książkę Byłem adiutantem gen. Andersa, która przed oficjalnym wydaniem w 1959 publikowana była we fragmentach w tygodniku „Dookoła Świata”. Józef Czapski, również były oficer PSZ w ZSRR, na łamach paryskiej „Kultury”, uznał wspomnienia Klimkowskiego za tekst pozbawiony wartości poznawczej i paszkwil wymierzony w generała Andersa i jego żołnierzy. Stanowisko to podzielała również znaczna część londyńskiej emigracji.
Publikował na łamach „Nowej Kultury”. Był jednym z konsultantów filmu Katastrofa w Gibraltarze (1983) w reż. Bohdana Poręby.

## Publikacje
- Byłem adiutantem Gen. Andersa. Warszawa: Wydawnictwo Ministerstwa Obrony Narodowej, 1959. Brak numerów stron w książce[19]
- Katastrofa w Gibraltarze. Kulisy śmierci generała Sikorskiego. Warszawa: Wydawnictwo „Śląsk”, 1961. Brak numerów stron w książce[20][21]